# Kurt Elimä
Kurt Sigvard Elimä (* 24. August 1939 in Narken, damalige Gemeinde Korpilombolo; † 28. März 2024) war ein schwedischer Skispringer und Skisprungtrainer.

## Werdegang
Elimä wuchs als Zweitältester von zwölf Geschwistern und Sohn von Lorenz Elimä, der die Schanze in Malmberget aufbaute, auf und begann mit dem Skispringen beim Koskullskulle AIF. 1963 gewann er seinen ersten schwedischen Meistertitel. Bei der Vierschanzentournee 1963/64 gelang ihm nach dem 58. Platz in Oberstdorf überraschend ein sechster Platz beim Neujahrsspringen in Garmisch-Partenkirchen. Bei den Olympischen Winterspielen 1964 in Innsbruck erreichte Elimä von der Normalschanze den siebenten Platz und sprang von der Großschanze punktgleich mit dem US-Amerikaner David Hicks auf den 29. Platz. Im gleichen Jahr gewann er seinen zweiten schwedischen Meistertitel. Auch 1965 konnte er die Meisterschaft gewinnen. Bei der Vierschanzentournee 1965/66 konnte er in Bischofshofen mit dem vierten Platz sein bestes Tournee-Einzelergebnis erreichen. 1967 gewann er nach einem Jahr Pause erneut die Schwedische Meisterschaft. Bei den Olympischen Winterspielen 1968 in Grenoble sprang er von der Normalschanze und von der Großschanze auf den 37. Platz. Im gleichen Jahr gewann er noch einmal den Schwedischen Meistertitel.
1969 bekam er für seine Leistungen den Preis Stor Grabb verliehen. Nach seiner aktiven Karriere begann Elimä als Skisprungtrainer und trainierte unter anderem Jan Boklöv.
Elmä lebte in Malmberget und war Trainer beim Koskullskulle AIF.